# Kornett (Orgel)
Das Kornett (frz., engl.: Cornet, span.: Corneta, Bezeichnung für den Zink) ist ein Orgelregister. Es ist eine meist nicht repetierende, terzhaltige gemischte Manualstimme von weiter Mensur. Im Pedalwerk wird oftmals auch das Zungenregister Trompete 2′ oder 1′ als Kornett bezeichnet.

## Ausführungen
Das Kornett ist oft nur für den Diskantbereich des Manuals verfügbar. Die Mensur reicht von sehr weit (Frankreich) bis prinzipalartig (Spanien). In französischen Orgeln dient es der Verstärkung der Zungenregister in den hohen Lagen. Ansonsten wird das Kornett auch als Soloregister verwendet. 
Mögliche Ausführungen sind:
|         | \| 3-fach: \| \| \| \| \| 2 ⁄3′ \| + \| 2′ \| + \| 1 3⁄5′ \| \| \| \| \| 4-fach: \| \| \| 4′ \| + \| 2 ⁄3′ \| + \| 2′ \| + \| 1 3⁄5′ \| \| \| \| \| 5-fach: \| 8′ \| + \| 4′ \| + \| 2 ⁄3′ \| + \| 2′ \| + \| 1 3⁄5′ \| \| \| (die häufigste Ausführung) \| \| 6-fach: \| 8′ \| + \| 4′ \| + \| 2 ⁄3′ \| + \| 2′ \| + \| 1 3⁄5′ \| + \| 1 ⁄3′ \| (häufig in spanischen Orgeln) \| |   |    |   |       |   |    |   |        |   |       |                               |
| 3-fach: | |   |    |   | 2 ⁄3′ | + | 2′ | + | 1 3⁄5′ |   |       |                               |
| 4-fach: | |   | 4′ | + | 2 ⁄3′ | + | 2′ | + | 1 3⁄5′ |   |       |                               |
| 5-fach: | 8′ | + | 4′ | + | 2 ⁄3′ | + | 2′ | + | 1 3⁄5′ |   |       | (die häufigste Ausführung)    |
| 6-fach: | 8′ | + | 4′ | + | 2 ⁄3′ | + | 2′ | + | 1 3⁄5′ | + | 1 ⁄3′ | (häufig in spanischen Orgeln) |

Aufgebänkt nennt man ein Kornett, das hinter dem Prospekt erhöht aufgestellt wird, damit es direkter klingt. Diese Bauweise spart zudem Platz, da die Pfeifen des aufgebänkten Kornetts nicht auf der Windlade platziert werden müssen. Diese Bauweise war im 18. und frühen 19. Jahrhundert in Südwestdeutschland (z.B bei Stumm) üblich und wird bis heute bei französischen Orgeln praktiziert. 

### Frankreich
Die Kornette der klassisch-französischen Orgel haben verschiedene Namen und Verwendungszwecke: 
- Das Grand Cornet im Hauptwerk ist weiter mensuriert als die anderen. Es wird in der Regel ab c1 gebaut (zwei Oktaven) und dient vor allem zur Verstärkung der im Diskant schwächer werdenden Zungen im Grand Jeux. Im unteren Bereich wird dieses Kornett etwas schwächer intoniert, damit der Übergang fließend ist.
- Das Cornet im Positiv dient ebenfalls zur Unterstützung der Zungenstimmen und wird üblicherweise auch nur gebaut, wenn solche vorhanden sind. Es gleicht dem auf dem Hauptwerk, nur ist es insgesamt etwas enger mensuriert.
- Das Cornet de Récit ist ein Soloregister, das auf dem dritten oder vierten Manual angeordnet wird. Es hat einen größeren Umfang (ab f° oder mindestens g°) und ist durchgängig kräftig intoniert (also in der tieferen Lage stärker als in den anderen Werken). Davon zu unterscheiden ist die hochgebänkte Bauweise bei Karl Joseph Riepp in Schwaben auf einer gemeinsamen Lade von Haupt- und Solomanual, die enger mensuriert und im Diskant weniger laut ist.[3]
- Das Cornet d'Écho (Echokornett) ähnelt dem des Récit, es steht oft im Echowerk oder einzeln, meistens im Unterbau oder in einem Holzkasten, damit der Klang gedämpft ist.

Obige Einteilung gilt für große Orgeln. In kleinen Instrumenten steht meist nur ein Cornet 8′ 5f. im Hauptwerk (nur Diskant). Im Rückpositiv, das meist vom ersten Manual angespielt wird, besteht in der Regel die Möglichkeit, eine Kornettmischung aus Einzelregistern zusammenzustellen. Dieses sogenannte Cornet décomposé besteht aus Bourdon 8′, Prestant 4′, Nasard 2 2⁄3′, Quarte de Nasard (Quarte über dem Nasard = 2′) und Tierce (1 3⁄5′). Ein solches Kornett wird im Deutschen als zerlegtes Kornett bezeichnet. Es umfasst wenigstens die drei einzelne Register (2 2⁄3′, 2′ und 1 3⁄5′), welche zusammen innerhalb eines Werkes ein Kornett bilden können. In modernen Orgeln und insbesondere außerhalb Frankreichs werden teilweise auch anderen Kornette als das obige Cornet d'Écho zu Echozwecken verwendet und entsprechend als Echokornett bezeichnet.

### Deutschland
In West- und Südwestdeutschland und in der sächsischen Silbermann-Schule gab es im 18. Jahrhundert aufgebänkte Kornette, die dem Typus des französischen Grand Cornet entsprachen und ab c1 gebaut wurden. 
Seit der Mitte des 19. Jahrhunderts sind in Deutschland terzhaltige mixturähnliche Kornette anzutreffen. Sie gehen über die die ganze Klaviatur, sind nicht aufgebänkt und oft repetierend. Häufig ist der Terzchor 3 1⁄5′, in größeren Orgeln gar 6 2⁄5′.

### Spanien
Auch in Spanien gibt es verschiedene Varianten.

## Sonstige Varianten
- Seit Mitte des 19. Jahrhunderts sind Kornett-Register mit Septimen, Nonen und Undezimen nachweisbar. Das Septimenkornett ist ein Kornett mit zusätzlichem Septimenchor 1 1⁄7′ oder 2 2⁄7′. Es wird meist im Manualwerk 4- oder 5-fach, aber auch 7-fach mit 8′ + 4′ + 2 2⁄3′ + 2′ + 1 3⁄5′ + 1 1⁄3′ + 1 1⁄7′ oder 8-fach ausgeführt, im Pedalwerk 3- oder 4-fach.[7]

- Der Basszink (auch Basssesquialtera) ist ein kornettartiges Register im Pedal, das meist 3-fach besetzt wird:[8]

|         | \| 2-fach: \| 5 1⁄3′ + 3 1⁄5′ \| \| 3-fach: \| 5 1⁄3′ + 3 1⁄5′ + 2 ⁄7′ \| |
| 2-fach: | 5 1⁄3′ + 3 1⁄5′                                                           |
| 3-fach: | 5 1⁄3′ + 3 1⁄5′ + 2 ⁄7′                                                   |